# 樟紀流花見幕張
『樟紀流花見幕張』（くすのきりゅう はなみの まくはり）は、歌舞伎の演目。通称に「慶安太平記」（けいあん たいへいき）、「丸橋忠弥」（まるばし ちゅうや）。二代目河竹新七作、全六幕。明治3年3月（1870年4月）東京守田座で初演。
由井正雪による幕府転覆未遂事件・慶安の変を題材とする。現在では主に丸橋忠弥のくだりのみが上演される。

## あらすじ
楠木正成の末裔と名乗る由井正雪は同志を集め、幕府転覆を図る。
同志の一人丸橋忠弥は、江戸城攻撃に備え掘の深さを測量すべく泥酔した中間に変装するが、来かかった老中松平伊豆守に見咎められる（江戸城掘端の場）。
忠弥は謀反を隠すため、わざと酒浸りの日々を送っている。そうとも知らない舅の弓師藤九郎は、借金の返済と妻お節の離縁を迫る。困った忠弥は舅に真相を話し納得させようとしたが、かえって驚愕した藤九郎に訴人される。大勢の捕り手に囲まれた忠弥は抵抗空しく捕縛される（忠弥内捕物の場）。

## 初演時の配役

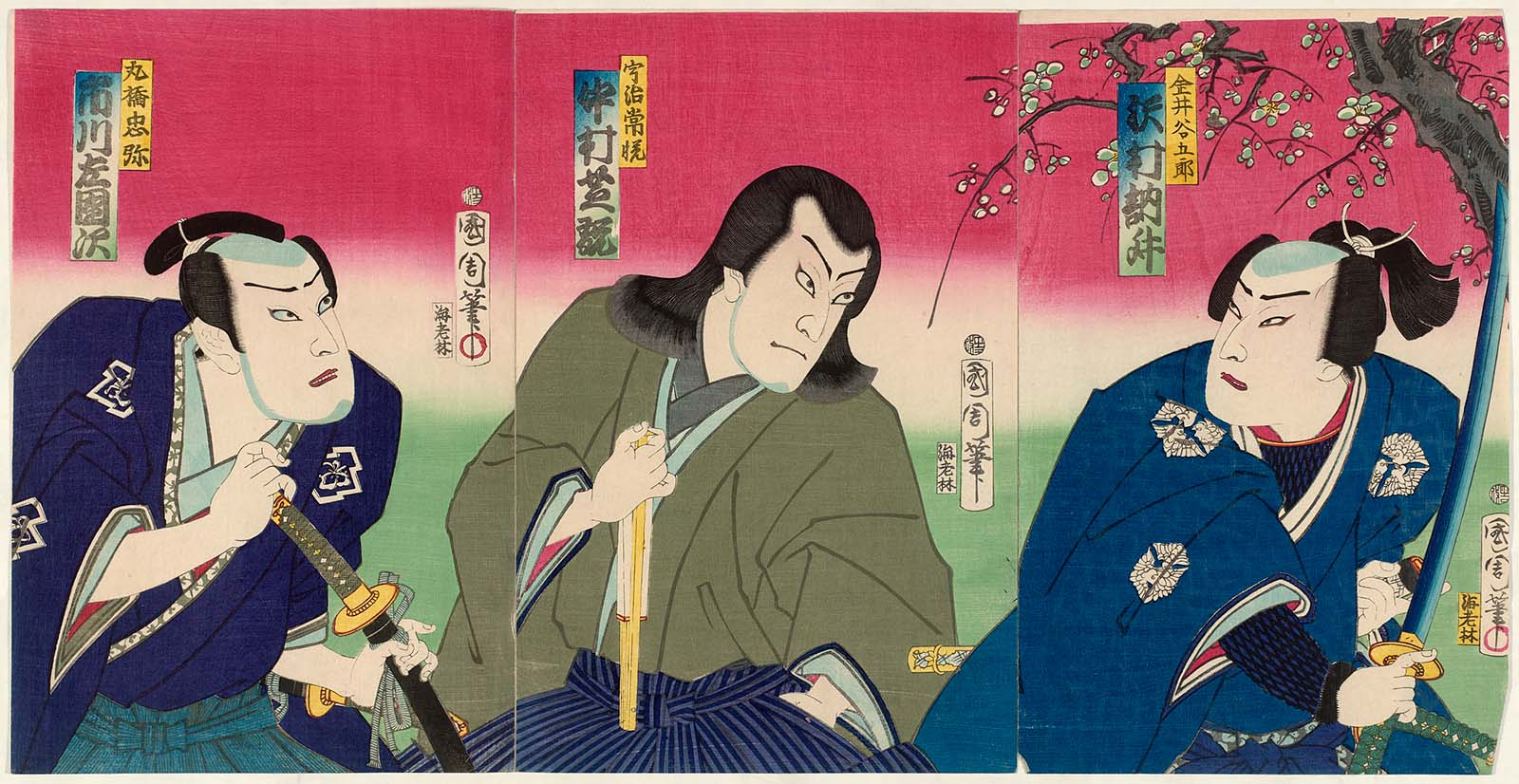
左より、初代市川左團次の丸橋忠弥
四代目中村芝翫の宇治常悦（由井正雪）
二代目澤村訥升の金井谷五郎

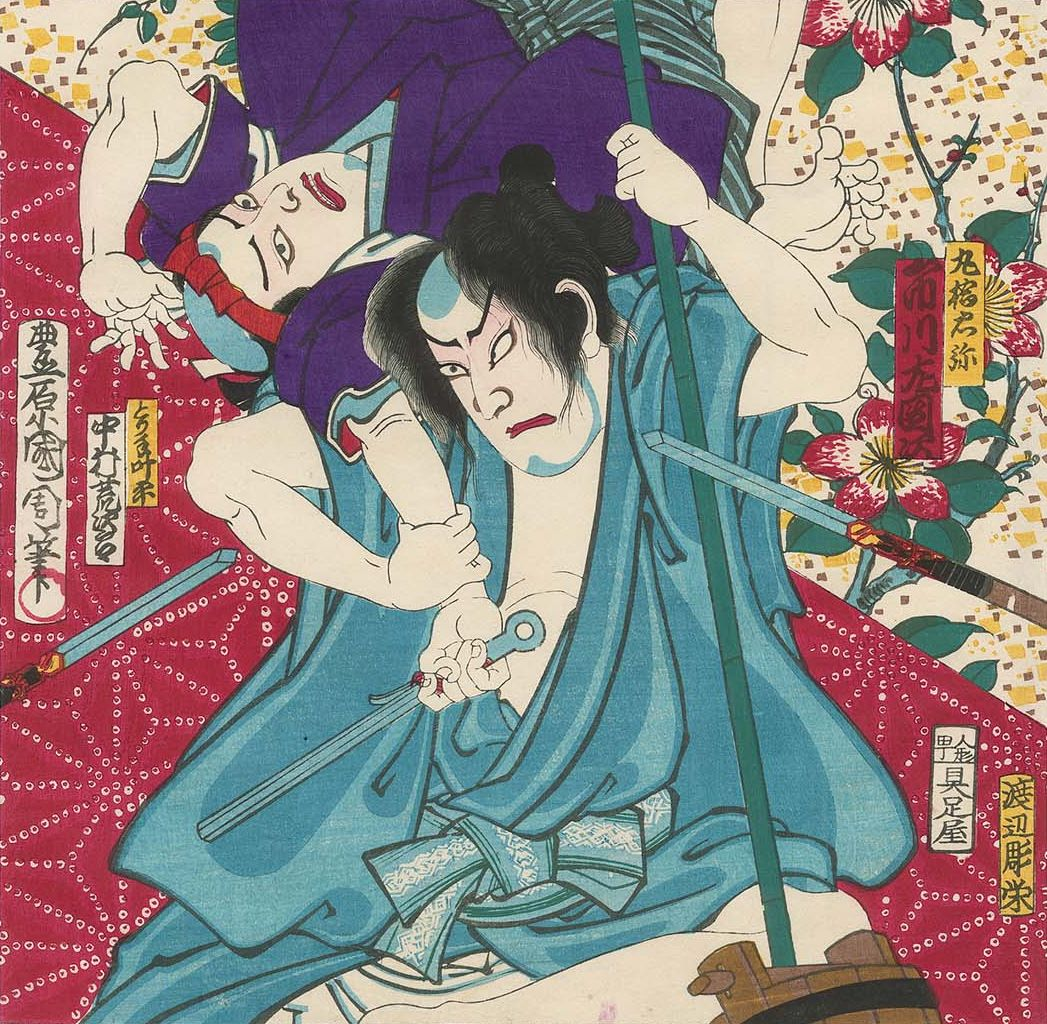
初代市川左團次の丸橋忠弥

便宜上役名はいずれも改訂後の実録版によった。
- 由井正雪：四代目 中村芝翫
- 丸橋忠弥：初代 市川左團次
- 松平伊豆守：四代目 助高屋高助
- 藤九郎：三代目 中村仲蔵

## 見どころ
本作は、初演時には時代設定や登場人物の背景が室町時代のそれに倣ったものになっていたことから、二代目河竹新七はこの作品をすくなくとも初演の数年前から書きはじめていたことがうかがえる（江戸時代には幕府を批判するような台本は書けなかった）。初演後はすぐに、時代設定・登場人物ともに実録風に改訂されている。
新七はこの作品を、親友だった四代目市川小團次の養子である初代市川左團次のために書下ろした。当時大坂生まれの左團次は江戸の客層と合わず長い不調にあった。その起死回生を図って左團次を全面に押し立てた作品としたのだが、作者側と共演者や芝居小屋座元との間に摩擦が起る。特に左團次の一人舞台である「江戸城堀端の場」を巡ってはかなり揉めた。新七にとっても絶対に成功させねばならぬ作品である。背水の陣を布き、己の職を賭して左團次に一対一の指導をし、初日が開いてもしばらくは演技指導を行うほどだった。左團次も努力し、その甲斐あって大成功を収めた。特に「堀端」と「捕物」の場が好評で、これが左團次の出世作となり、ここに「團菊」とならぶ明治の名優が誕生した。
「掘端」では「……とんだ無限の梅が枝だが、ここで三合かしこで五合、ひろい集めて三升あまり、これじゃしまいに源太もどきで、鎧を質に置かざあなるめえ。裸になっても、酒ばかりは呑まずにはいられねえ」という忠弥の科白が有名。小石を堀に投げて煙管を構え、耳を済ます見得も美しい。伊豆守との出会いの掛け合いなど、見所が多い段である。
「捕物」では大詰めの大立ち回りが見どころ。それまでの濃い舞踊色とは打って変わって、写実的な激しさで演じられる。明治の歌舞伎らしい演出である。
忠弥の芸は、左團次の長男・二代目左團次に継承された。